# Ge Xinai
Ge Xinai (30 juni 1953) is een voormalig Chinees professioneel tafeltennisser. Ge is haar achternaam.

## Belangrijkste resultaten
- Goud in het enkelspel op de wereldkampioenschappen van 1979.
- Goud in de gemengd dubbel op de wereldkampioenschappen van 1979 met Liang Geliang.
- Goud met het Chinese team op de wereldkampioenschappen van 1975, 1977 en 1979.
- Zilver in de dubbel op de wereldkampioenschappen van 1979 met Yan Guili.
- Brons in het enkelspel en de dubbel op de wereldkampioenschappen van 1977.
- Brons in het enkelspel op de wereldkampioenschappen van 1975.

- Gemeinsame Normdatei: 1154606473
- Virtual International Authority File: 57152138517410980763